# Andamanská kreolizovaná hindština
Andamanská kreolizovaná hindština je kreolský jazyk na bázi hindštiny, kterým mluví asi 10 000 lidí na Andamanských ostrovech, hlavně v Port Blair a v asi čtyřiceti vesnicích na jih od Port Blair. Jazyk nemá psanou formu. Jazyk byl silně ovlivněn bengálštinou a drávidskými jazyky (hlavně malajlámštinou).